# 崇左市
崇左市是中华人民共和国广西壮族自治区下辖的地级市，位于广西西南部。市境东邻自治区首府南宁市，东南接防城港市，北与百色市相邻，西面及南面与越南接壤。
崇左地处桂西南山地丘陵区左江沿岸，地势西高东低，西部为大青山，南部为公母山、十万大山。左江横贯市境并流经城区，往东与右江汇合成邕江。全市壮族人口比例超过八成，市人民政府驻江州区新城路1号。湘桂铁路及南憑高速铁路过境，中越边境凭祥口岸及友谊关坐落市境西南部，为中国通往越南及东盟各国的重要陆路通道。

## 历史
“崇左”之名是取崇善县、左县两县之首字而得名。唐贞观元年（627年）於境内置左江镇。唐末设太平州、左州两个羁縻州。北宋皇祐五年（1053年）置崇善县，属邕州。元至元二十九年（1292年）置太平路，治所在今崇左城区。明洪武二年（1369年），改太平路为太平府，隶左江道。清代，太平府为于太平思顺道治所。
民国二年（1913年）废府存县，辖境属镇南道，治今龙州县。1930年2月1日，中国共产党发动龙州起义，建立左江革命委员会。1949年，解放军先后占领崇善县及左县，设立龙州专区，专署驻龙津县龙州镇，辖崇善县及左县等14县。1951年，龙州专区更名为崇左专区，专署迁驻崇善县。
1952年8月11日，崇善县与左县合并为崇左县。1953年，撤销崇左专区，并入邕宁专区。不久又撤销邕宁专区，辖县由桂西僮族自治区直辖。1957年，复置邕宁专区，辖境各县属之，专署驻南宁市。1958年，撤销邕宁专区，所辖县市划归南宁专区。1971年改置南宁地区，辖境各县属之。
2003年8月6日，南宁地区正式撤销，并新设立地级崇左市，将崇左县改设为崇左市江州区，崇左市下辖原南宁地区的扶绥县、宁明县、龙州县、大新县、天等县，代管县级凭祥市。

## 氣候
| 崇左 (1981−2010)             | 崇左 (1981−2010) | 崇左 (1981−2010) | 崇左 (1981−2010) | 崇左 (1981−2010) | 崇左 (1981−2010) | 崇左 (1981−2010) | 崇左 (1981−2010) | 崇左 (1981−2010) | 崇左 (1981−2010) | 崇左 (1981−2010) | 崇左 (1981−2010) | 崇左 (1981−2010) | 崇左 (1981−2010) |
| 月份                         | 1月              | 2月              | 3月              | 4月              | 5月              | 6月              | 7月              | 8月              | 9月              | 10月             | 11月             | 12月             | 全年             |
| ---------------------------- | ---------------- | ---------------- | ---------------- | ---------------- | ---------------- | ---------------- | ---------------- | ---------------- | ---------------- | ---------------- | ---------------- | ---------------- | ---------------- |
| 平均高温 °C（°F）            | 18.6 (65.5)      | 20.0 (68.0)      | 23.2 (73.8)      | 28.4 (83.1)      | 31.9 (89.4)      | 33.4 (92.1)      | 33.8 (92.8)      | 33.6 (92.5)      | 32.4 (90.3)      | 29.4 (84.9)      | 25.3 (77.5)      | 21.3 (70.3)      | 27.6 (81.7)      |
| 平均低温 °C（°F）            | 11.2 (52.2)      | 12.9 (55.2)      | 16.1 (61.0)      | 20.4 (68.7)      | 23.3 (73.9)      | 25.1 (77.2)      | 25.4 (77.7)      | 25.2 (77.4)      | 23.8 (74.8)      | 20.7 (69.3)      | 16.1 (61.0)      | 12.1 (53.8)      | 19.4 (66.8)      |
| 平均降水量 mm（）            | 32.1 (1.26)      | 33.2 (1.31)      | 52.8 (2.08)      | 85.2 (3.35)      | 145.0 (5.71)     | 186.3 (7.33)     | 214.5 (8.44)     | 184.0 (7.24)     | 113.6 (4.47)     | 57.7 (2.27)      | 47.8 (1.88)      | 17.2 (0.68)      | 1,169.4 (46.02)  |
| 来源：中国气象局气象数据中心 |                  |                  |                  |                  |                  |                  |                  |                  |                  |                  |                  |                  |                  |

## 资源
- 甘蔗种植面积340万亩，年产蔗糖200万吨左右，约占广西的35%、全国的21%，是中国产蔗糖第一大市。
- 剑麻种植面积16.1万亩，是广西最大的剑麻生产原料基地。

## 政治

### 现任领导
| 机构     | · 中国共产党 · 崇左市委员会  | 崇左市人民代表大会 常务委员会 | 崇左市人民政府    | · 中国人民政治协商会议 · 崇左市委员会 |
| 职务     | 书记                         | 主任                          | 市长              | 主席                                  |
| -------- | ---------------------------- | ----------------------------- | ----------------- | ------------------------------------- |
| 姓名     | 蓝晓                         | 谭燕玲（女）                  | 迟威              | 王建毅                                |
| 民族     | 瑶族                         | 壮族                          | 汉族              | 汉族                                  |
| 籍贯     | 广西壮族自治区都安瑶族自治县 | 广西壮族自治区龙州县          | 山东省龙口市      | 广西壮族自治区临桂区                  |
| 出生日期 | 1969年12月（55歲）           | 1966年6月（58歲）             | 1970年1月（55歲） | 1964年12月（60歲）                    |
| 就任日期 | 2021年12月                   | 2020年4月                     | 2021年6月         | 2021年10月                            |

### 历任领导
| 市委书记 - 罗殿龙（2003年7月－2008年1月） - 崔智友（2008年1月－2010年1月） - 赵乐秦（2010年1月－2013年2月） - 黄克（2013年2月－2016年1月） - 刘有明（2016年1月－2021年6月） - 何良军（2021年6月－2021年12月） - 蓝晓（2021年12月－） | 市长 - 张秀隆（2003年7月－2006年2月） - 肖化（2006年2月－2008年2月） - 黄克（2008年2月－2013年2月） - 孙大光（2013年2月－2018年1月） - 何良军（2018年1月－2021年6月） - 迟威（2021年6月－） |

### 行政区划
崇左市现辖1个市辖区、5个县，代管1个县级市。
- 市辖区：江州区
- 县级市：凭祥市
- 县：扶绥县、宁明县、龙州县、大新县、天等县

## 人口
截至2022年末，崇左市户籍人口总家庭户数为717960户，较2021年（713847户）增加了4113户，同比增加0.58%。2022年末全市户籍总人口数为2507146人。
根据2020年第七次全国人口普查，全市常住人口为2,088,692人。同第六次全国人口普查的1,994,285人相比，十年共增加了94,407人，增长4.73%，年平均增长率为0.46%。其中，男性人口为1,088,841人，占总人口的52.13%；女性人口为999,851人，占总人口的47.87%。总人口性别比（以女性为100）为108.9。0－14岁的人口为436,694人，占总人口的20.91%；15－59岁的人口为1,277,101人，占总人口的61.14%；60岁及以上的人口为374,897人，占总人口的17.95%，其中65岁及以上的人口为276,699人，占总人口的13.25%。居住在城镇的人口为917,760人，占总人口的43.94%；居住在乡村的人口为1,170,932人，占总人口的56.06%。

### 民族
全市常住人口中，壮族人口为1,756,280人，占84.09%；汉族人口为307,779人，占14.74%；其他少数民族人口为24,633人，占1.18%。与2010年第六次全国人口普查相比，汉族人口增加70,666人，增长29.8%，占总人口比例增加2.85个百分点；各少数民族人口增加23,741人，增长1.35%，占总人口比例下降2.85个百分点。其中，壮族人口增加9,047人，增长0.52%，占总人口比例下降3.53个百分点。
| 民族名称                | 壮族      | 汉族    | 瑶族   | 苗族  | 侗族  | 布依族 | 仫佬族 | 土家族 | 彝族 | 毛南族 | 其他民族 |
| ----------------------- | --------- | ------- | ------ | ----- | ----- | ------ | ------ | ------ | ---- | ------ | -------- |
| 人口数                  | 1,756,280 | 307,779 | 11,937 | 5,820 | 1,720 | 758    | 675    | 612    | 493  | 371    | 2,247    |
| 占总人口比例（%）       | 84.09     | 14.74   | 0.57   | 0.28  | 0.08  | 0.04   | 0.03   | 0.03   | 0.02 | 0.02   | 0.11     |
| 占少数民族人口比例（%） | 98.62     | －      | 0.67   | 0.33  | 0.10  | 0.04   | 0.04   | 0.03   | 0.03 | 0.02   | 0.13     |

## 全国重点文物保护单位
- 花山岩画
- 连城要塞遗址和友谊关
- 越南共产党驻龙州秘密机关旧址

## 教育

### 高等院校
- 公办本科院校：广西民族师范学院、桂林理工大学南宁分校（空港校区）
- 民办职业本科院校：广西城市职业大学
- 公办专科院校：崇左幼儿师范高等专科学校、广西自然资源职业技术学院
- 民办专科院校：广西理工职业技术学院、广西科技职业学院、广西中远职业学院